# Marcel Häußler
Marcel Häußler (* 1970 in Essen) ist ein deutscher Autor und Übersetzer. 
Bevor er um die Jahrtausendwende nach Bayern zog, arbeitete er als Kameraassistent und Cutter in Köln. Häußler, der in München und in Portugal lebt, veröffentlichte mehrere Kurzgeschichten, war Co-Autor von Drehbüchern und übersetzte über 30 Romane aus dem Englischen, darunter Werke von Sylvain Neuvel und Ty Franck.
Seit 2021 verfasst er Kriminalromane um den Münchener Hauptkommissar Joachim Kant.

## Werke (Auswahl)
- Kant und das Leben nach dem Tod. Heyne, München 2023, ISBN 978-3-453-42850-8.
- Kant und der Schachspieler. Heyne, München 2022, ISBN 978-3-453-42701-3.
- Kant und der sechste Winter. Heyne, München 2021, ISBN 978-3-453-42540-8.